# Krasnohorivka
Krasnohorivka (tiếng Ukraina:) là một thành phố Ukraina. Thành phố thuộc tỉnh Donetsk. Dân số theo điều tra năm 2001 là người.